# Sonus030
Sonus030 (* 12. Juni 1989 in Berlin, bürgerlich Sonu Lal) ist ein deutsch-indischer Musiker, Musikproduzent und Songwriter.

## Leben und Karriere
Sonus030 wuchs in Berlin-Wedding auf, wo er eine musikbetonte Grundschule besuchte.
Er erlangte größere Bekanntheit durch Produktionen für Rapper wie unter anderem die 187 Strassenbande, AK Ausserkontrolle, Bonez MC, Capital Bra, KC Rebell, Kontra K, Kool Savas, Luciano oder Ufo361.
Am 2. Oktober 2020 veröffentlichte er zusammen mit Ufo361 das Kollaboalbum Nur für Dich. Mit diesem Album erreichte er in Deutschland die Spitzenposition in den Albumcharts, auch in Österreich erreichte das Album Platz eins. In der Schweizer Hitparade konnte sich das Album auf Rang zwei platzieren.

## Diskografie
Kollaboalben

| Jahr | Titel Musiklabel            | Höchstplatzierung, Gesamtwochen, AuszeichnungChartplatzierungen (Jahr, Titel, Musiklabel, Platzierungen, Wochen, Auszeichnungen, Anmerkungen) | Höchstplatzierung, Gesamtwochen, AuszeichnungChartplatzierungen (Jahr, Titel, Musiklabel, Platzierungen, Wochen, Auszeichnungen, Anmerkungen) | Höchstplatzierung, Gesamtwochen, AuszeichnungChartplatzierungen (Jahr, Titel, Musiklabel, Platzierungen, Wochen, Auszeichnungen, Anmerkungen) | Anmerkungen                                      |
| Jahr | Titel Musiklabel            | DE | AT | CH | Anmerkungen                                      |
| ---- | --------------------------- | --- | --- | --- | ------------------------------------------------ |
| 2020 | Nur für Dich Stay High (GA) | DE1 (6 Wo.)DE | AT1 (11 Wo.)AT | CH2 (4 Wo.)CH | Erstveröffentlichung: 2. Oktober 2020 mit Ufo361 |